# Monarchie ghanéenne
La monarchie ghanéenne est le régime politique en vigueur au Ghana entre 1957 et 1960. Le dominion du Ghana partage alors son monarque avec le Royaume-Uni et d'autres États souverains appelés royaumes du Commonwealth.
Ancienne colonie britannique, le Ghana obtient son indépendance le 6 mars 1957. La reine Élisabeth II reste chef de l'État et est alors spécifiquement titrée « reine du Ghana ». La plupart de ses pouvoirs constitutionnels sont délégués au gouverneur général qui est son représentant dans le pays. En effet, comme d'autres pays du Commonwealth, le système politique ghanéen est basé sur le système de Westminster, dans lequel le chef de l'État joue un rôle purement honorifique.
La monarchie est abolie le 1er juillet 1960 par la proclamation de la république du Ghana, qui continue toutefois de reconnaître la reine Élisabeth II comme chef du Commonwealth. Le président du Ghana remplace la reine comme chef d'État.

## Histoire
Le Ghana est le premier pays d'Afrique occidentale à obtenir son indépendance. La loi sur l'indépendance du Ghana votée par le Parlement du Royaume-Uni en 1957 transforme la colonie britannique de la Côte-de-l'Or en État souverain et indépendant sous le nom de « dominion du Ghana », le 6 mars 1957, avec la reine Élisabeth II comme chef d'État. La princesse Marina, duchesse de Kent, représente la reine aux célébrations de l'indépendance. Le 6 mars, la princesse ouvre officiellement le premier Parlement du Ghana indépendant, au nom de la reine, en prononçant le discours du Trône.

## Rôle constitutionnel

Étendard du gouverneur général avec la couronne de saint Édouard.

Le dominion du Ghana est l'un des royaumes du Commonwealth qui partagent la même personne comme monarque et chef d'État.
Après la loi de 1957 sur l'indépendance du Ghana, aucun ministre du gouvernement britannique ne peut conseiller la reine sur les questions relatives au Ghana. Pour toutes les affaires ghanéennes, la souveraine est conseillée uniquement par ses ministres ghanéens. La reine est représentée dans le pays par un gouverneur général, nommé par elle sur avis du gouvernement ghanéen. Théoriquement, la reine détient de vastes pouvoirs constitutionnels, mais en pratique, tous ces pouvoirs sont exercés par le gouverneur général.
La reine du Ghana et l'Assemblée nationale constituent le Parlement du Ghana. Toutes les lois ghanéennes ne sont promulguées qu'avec l'octroi de la sanction royale ; celle-ci est accordée par le gouverneur général, au nom de la souveraine. Le gouverneur général du Ghana est également chargé de convoquer, de proroger et de dissoudre le Parlement, à la demande du gouvernement.
Le gouverneur général nomme les ministres ghanéens et peut les révoquer à sa discrétion.

## Distinctions honorifiques
Au sein des royaumes du Commonwealth, le monarque est considéré comme le fons honorum (source d'honneurs). Ainsi, la souveraine, en tant que monarque du Ghana, décerne des récompenses et des honneurs au Ghana en son nom. La plupart d'entre eux sont décernés sur l'avis du gouvernement de Sa Majesté.

## Titre de la reine

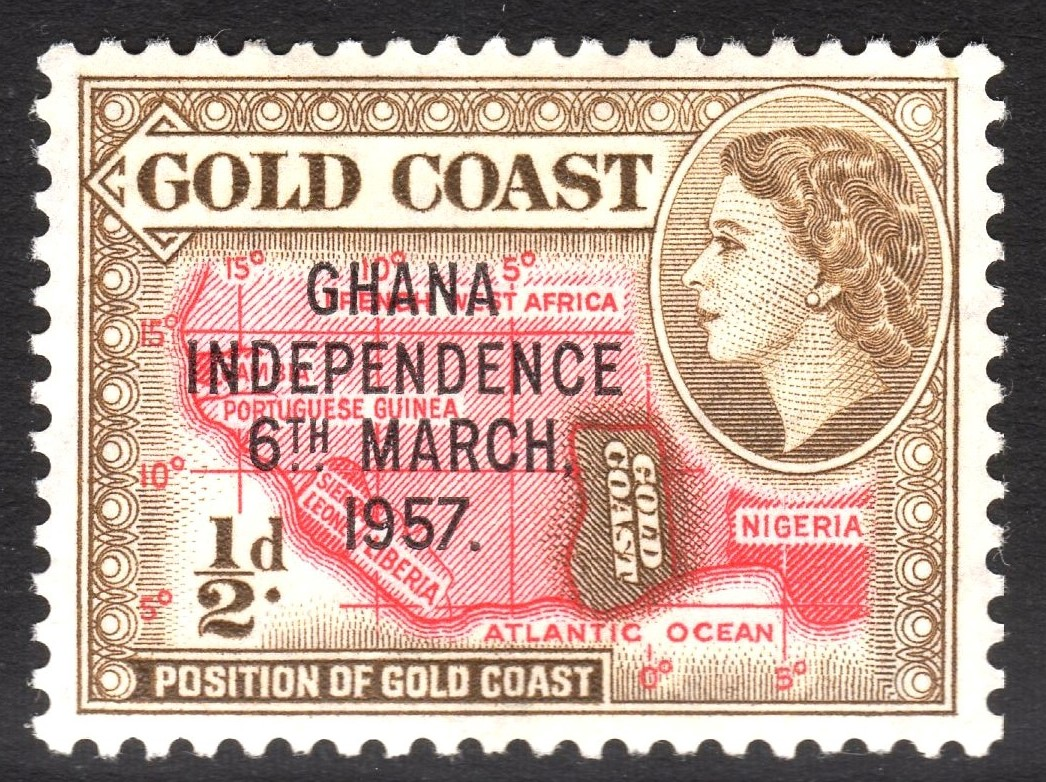
Timbre de la Côte-de-l'Or à l'effigie d'Élisabeth II, lors de l'indépendance.

La reine Élisabeth II possède officiellement un titre différent dans tous les royaumes du Commonwealth. Jusqu'en 1957, le Ghana fait partie de l'Empire britannique, et Élisabeth II y règne en tant que reine du Royaume-Uni. Après l'indépendance, un nouveau titre est adopté afin de préciser l'aspect distinct de la monarchie ghanéenne. À partir du 27 juillet 1957, le titre de la reine au Ghana est le suivant :
« Elizabeth the Second, Queen of Ghana and of Her other Realms and Territories, Head of the Commonwealth. »
« Élisabeth Deux, reine du Ghana et de ses autres royaumes et territoires, chef du Commonwealth. »
Entre le 6 mars et le 27 juillet 1957, la reine conserve son titre britannique, soit : « Élisabeth Deux, par la grâce de Dieu, reine du Royaume-Uni de Grande-Bretagne et d'Irlande du Nord et de ses autres royaumes et territoires, chef du Commonwealth, défenseur de la Foi ».

## Abolition de la monarchie
Après le référendum constitutionnel du 27 avril 1960, le Ghana adopte une nouvelle Constitution remplaçant le monarque et le gouverneur général par un président. Celle-ci entre en vigueur le 1er juillet suivant. Le Ghana cesse alors d'être un royaume du Commonwealth, mais reste membre de l'organisation dirigée par Élisabeth II en tant que république du Commonwealth. Élisabeth II déclare à cette occasion dans un message adressé aux Ghanéens : « À partir de minuit, je cesserai d'être votre reine. […] Je suis fière d'être à la tête d'un Commonwealth dans lequel chaque nation peut choisir pour elle-même la forme de gouvernement qui lui convient le mieux ; maintenant que le Ghana a choisi pour lui-même une forme républicaine de Constitution, cela n'affectera pas l'intérêt que j'ai toujours porté et que je continuerai à porter au bien-être de son peuple ».

## Visites royales
Dans son message de Noël de 1958, la reine annonce que le duc d'Édimbourg et elle se rendront au Ghana, à la fin de l'année 1959. Pour célébrer cette visite, le gouvernement ghanéen commande une nouvelle pièce de 2 £ à l'effigie de la reine et portant l'inscription « Queen of Ghana ». Cependant, cette pièce n'est jamais frappée, la visite étant reportée en raison de la grossesse de la reine. Cette annulation contrarie fortement le Premier ministre du Ghana, Kwame Nkrumah, ce qui amène Élisabeth II à le recevoir au château de Balmoral pour lui assurer qu'elle effectuerait une visite à Accra ultérieurement. En novembre 1959, le prince Philip effectue une visite de six jours au Ghana.
Alors que la république a été proclamée un an auparavant, la reine Élisabeth II visite finalement le Ghana du 9 au 20 novembre 1961. Au cours de sa visite, la reine exécute une danse remarquée avec Kwame Nkrumah, désormais président, qui, selon de nombreux spécialistes, constitue un moment symbolique dans l'histoire du Commonwealth. Devant les craintes que le Ghana ne se rapproche trop de l'URSS, la reine insiste durant sa visite pour que le pays ne quitte pas le Commonwealth.
Élisabeth II effectue une nouvelle visite en république du Ghana du 7 au 9 novembre 1999.